# Gay Power Club
Gay Power Club var en politisk förening i Örebro som bildades i maj 1970. Syftet var enligt stadgarna att "skapa större förståelse för olika minoriteter i samhället". Verksamheten var inriktad på såväl nöjesevenemang som politisk påverkan. Den amerikanska Gay Liberation-rörelsen, som blossat upp efter Stonewallupproret 1969, hade starkt inflytande på föreningen.
I samband med föreningens ettårsdag, den 15 maj 1971, anordnades en demonstration i centrala Örebro.  Ett femtontal personer medverkade. På plakaten syntes budskap såsom "Sexuell jämlikhet”, "Kunskap raserar fördomar" och ”Objektiv sexualundervisning”. Några veckor senare upprepades demonstrationen i Uppsala, i samband med en konferens anordnad av RFSL. Ytterligare en demonstration, en parad, hölls i Stockholm den 27 juni samma år – exakt två år efter Stonewallupproret i New York. Den gången deltog 16 personer. Gay Power Clubs ordförande Sören Klippfjell höll tal vid paradens slutstation Sergels torg. Demonstrationerna i Gay Power Clubs regi var Sveriges första öppet homo-politiska möten.
Gay Power Club har beskrivits som den vid tiden mest aktiva gruppen för Gay Liberation i Sverige, och hade i det avseendet påverkan på den svenska homorörelsens radikalisering i stort. Inte minst ordföranden Sören Klippfjell var pådrivande i RFSL:s politiska vändning i början av 1970-talet, då förbundet – det vill säga RFSL, som grundats 1950 – övergick från en avvaktande assimilerings-inställning till en mer samhällskritisk politisk hållning. I takt med RFSL:s radikalisering kom också Gay Power Club att söka inträde i förbundet som fristående klubb, vilket beviljades vid ett extra årsmöte den 19 september 1971. Tio år senare, 1981, blev föreningen även formellt sett en lokalavdelning inom RFSL.
Minnet av gruppens demonstration år 1971 förevigades 50 år senare i ett minnesmärke utanför Örebro rådhus. Minnesmärket är utfört av konstnären Edith Hammar och invigdes i december 2021. Samma år utkom också Jonas Gardells roman Ett lyckligare år, som delvis handlar om Gay Power Clubs arbete och aktivism. Romanen belönades med priset för Årets bok på QX Gaygalan 2022.